# Le Thuit-Anger

Le Thuit-Anger este o comună în departamentul Eure, Franța. În 1 ianuarie 2018 avea o populație de 721 de locuitori.